# Thomas Sessler
Thomas Sessler (geboren als Gabriel Peter Hanno Zeiz am 14. Dezember 1915 in Berlin; gestorben 7. Dezember 1995 in Pfarrkirchen) war ein deutsch-österreichischer Verleger und Schriftsteller.

## Leben

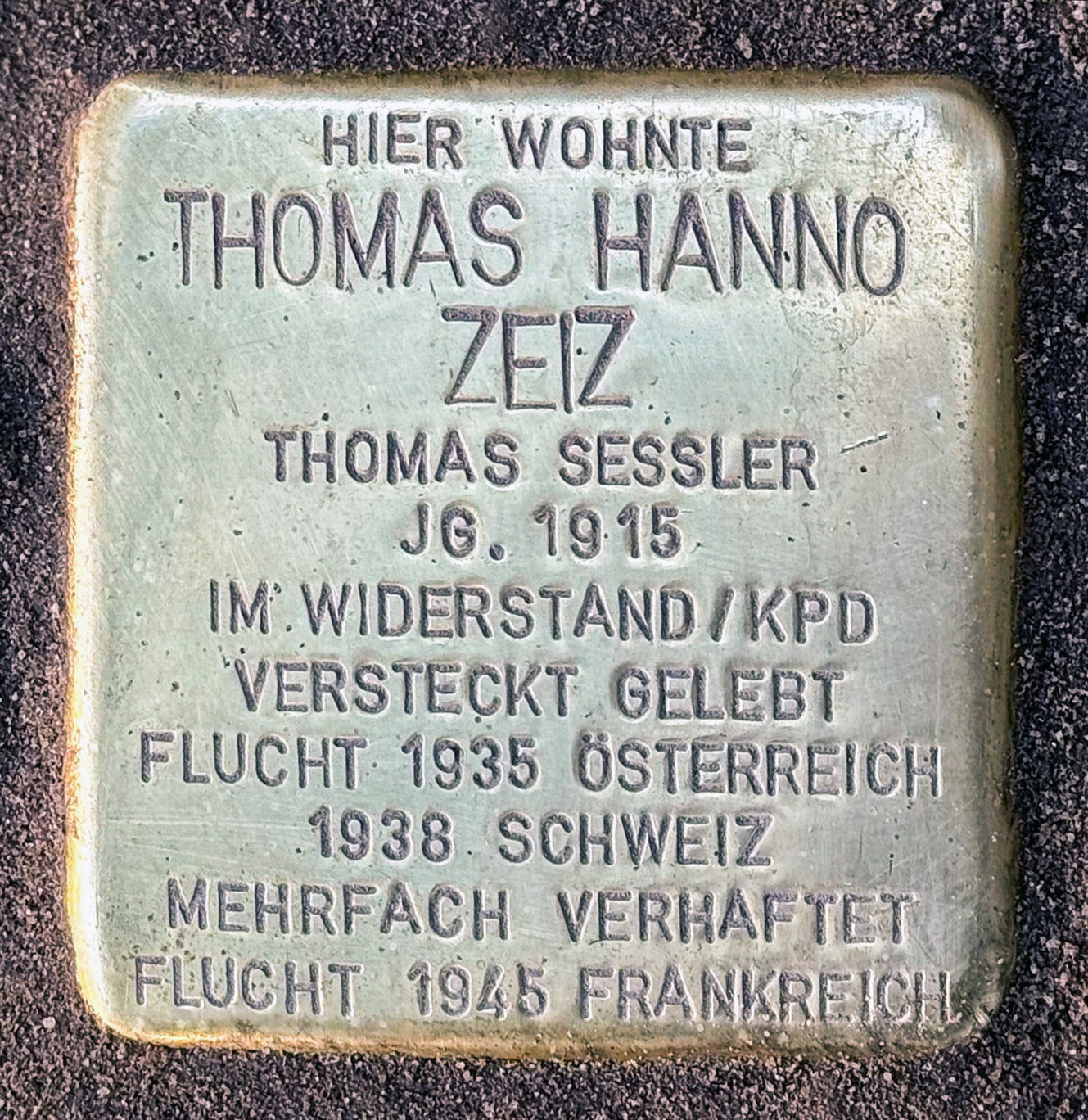
Stolperstein am Haus, Wittelsbacherstraße 25, in Berlin-Wilmersdorf

Gabriel Peter Zeiz war ein Sohn des Schriftstellers August Hermann Zeiz und der Gertrud Segall. Seine Mutter wurde in der Zeit des Nationalsozialismus deportiert und im KZ Auschwitz ermordet.
Zeiz absolvierte eine Buchhandelslehre in Berlin, arbeitete in dem Beruf, begann für das Berliner Tageblatt zu schreiben und engagierte sich in der KPD. Nach der Machtübergabe an die Nationalsozialisten leistete er weiterhin nun illegale Arbeit für die Kommunisten. 
1935 floh er über die Tschechoslowakei nach Wien und schrieb dort für den Wiener Tag und Die Stunde und arbeitete am Theater Scala. Er war Mitarbeiter des Nachrichtendienstes der Spanischen Republik. Nach dem Anschluss Österreichs 1938 floh er nach Zürich. Dort gründete er den „Neuen Bühnenverlag“, der auch ein Zentrum getarnter Widerstandsaktivitäten gegen das nationalsozialistische Deutschland war. Er war Mitherausgeber der Zeitung Der freie Österreicher, die nach Österreich geschmuggelt wurde. 1939 brach er mit den Kommunisten. Er heiratete im Jahr 1941 die in Bern wohnhafte Charlotte Leuenberger, er heiratete erneut 1949 Hildegard Steiner aus Bregenz und 1967 Ruth Judith Berger, eine Kunstmalerin aus St. Gallen.
Da den Flüchtlingen politische Tätigkeit auf Schweizer Boden gesetzlich verboten war, verhafteten die Schweizer Behörden ihn im Januar 1944 wegen illegaler politischer Tätigkeit, und er wurde nach einem Freispruch in das Internierungslager in Magliaso  und danach in Engelberg eingewiesen. Zeiz war Verbindungsmann einer Gruppe, die im Auftrag der US-Army ihr den Rheinpegelstand übermittelte, was für den Feldzug der Alliierten gegen das Deutsche Reich eine Bedeutung hatte. Ende 1944 wurde er in der Schweiz erneut verhaftet, konnte aber Anfang 1945 in das befreite Frankreich entweichen. Ein Schweizer Gericht verurteilte ihn im März 1945 in absentia wegen nachrichtendienstlicher Tätigkeit zu 18 Monaten Gefängnis. Zeiz arbeitete inzwischen als Verbindungsoffizier für die US-Army und für das Office of Strategic Services.
Nach Kriegsende ging Zeiz nach Österreich. Er wurde 1946 von der Baronin Malvine von Sessler-Herzinger adoptiert und nannte sich fortan Thomas Sessler-Zeiz und Thomas Sessler. Er erhielt die österreichische Staatsbürgerschaft. In Wien arbeitete er bis 1951 als Kulturredakteur für die Zeitung Welt am Abend und erneuerte zusammen mit seinem Vater den „Georg Marton Verlag“, den vor 1938 sein Vater geleitet hatte. 1952 übersiedelte er nach München und gründete dort den Thomas Sessler Verlag, der 1967 seinen Sitz in Wien verlegte. Von Anfang 1952 bis 1970 war Sessler für die Organisation Gehlen bzw. den Bundesnachrichtendienst tätig.

## Ehrung
Am 17. Oktober 2024 wurde vor seinem ehemaligen Wohnort, Berlin-Wilmersdorf, Wittelsbacherstraße 25, ein Stolperstein verlegt.

## Schriften (Auswahl)
- Fünf gegen eine ganze Stadt. Eine Geschichte für die Jugend. Illustrationen L. Schindler-Edlinger. Linz : Brücken; 1947
- Bienen-Legende und andere Parabelchen. Linz : Brücken, 1947
- Harriet Beecher Stowe: Onkel Toms Hütte. Für d. Jugend neu erzählt von Thomas Sessler. Illustrationen Franz Bureš. Wien : Leuen, 1951
- Rudolf Erich Raspe: Wunderbare Reisen zu Wasser und zu Lande.  Feldzüge und lustige Abenteuer des Freiherrn von Münchhausen. Illustrationen Franz Bureš. Wien : Leuen, 1951
- Die Unendlichkeit wird bleiben. Ausgewählte Gedichte. Wien :  Österreichische Verlagsanstalt, 1969
- Im Zeichen der Ratte. Schauspiel in 3 Akten. München : Thomas-Sessler-Verlag, 1970
- Wächter der Träume : Gedichte. Wien : Edition Roetzer, 1986
- findest du das Tal der Perlen : Gedichte. Nachwort Frederick Mayer. Eisenstadt : Edition Roetzer, 1986